# Willi Resetarits
Wilhelm Thomas „Willi“ Resetarits (Pásztorháza, 1948. augusztus 10. – Bécs, 2022. április 24.) osztrák énekes és emberjogi aktivista.

## Élete
Resetarits Pásztorházán született mint burgenlandi horvát. 1952 a családja Bécs-Favoritenbe költözött. 1967-től a Bécsi Egyetemen tanult angolt és testnevelést azzal a céllal, hogy tanár legyen. 
1969-ben Resetarits a Schmetterlinge (Pillangok) politikai rockegyüttes tagja lett. Az együttes részt vett az 1977-es Eurovíziós Dalfesztiválon és a Boom Boom Boomerang című dallal és a 17. helyen végzett 11 ponttal. 
1995 és 1998 között volt egy Trost und Rat von und mit Dr. Kurt Ostbahn című vasárnapi rádióműsora a Radio Wien csatornán.

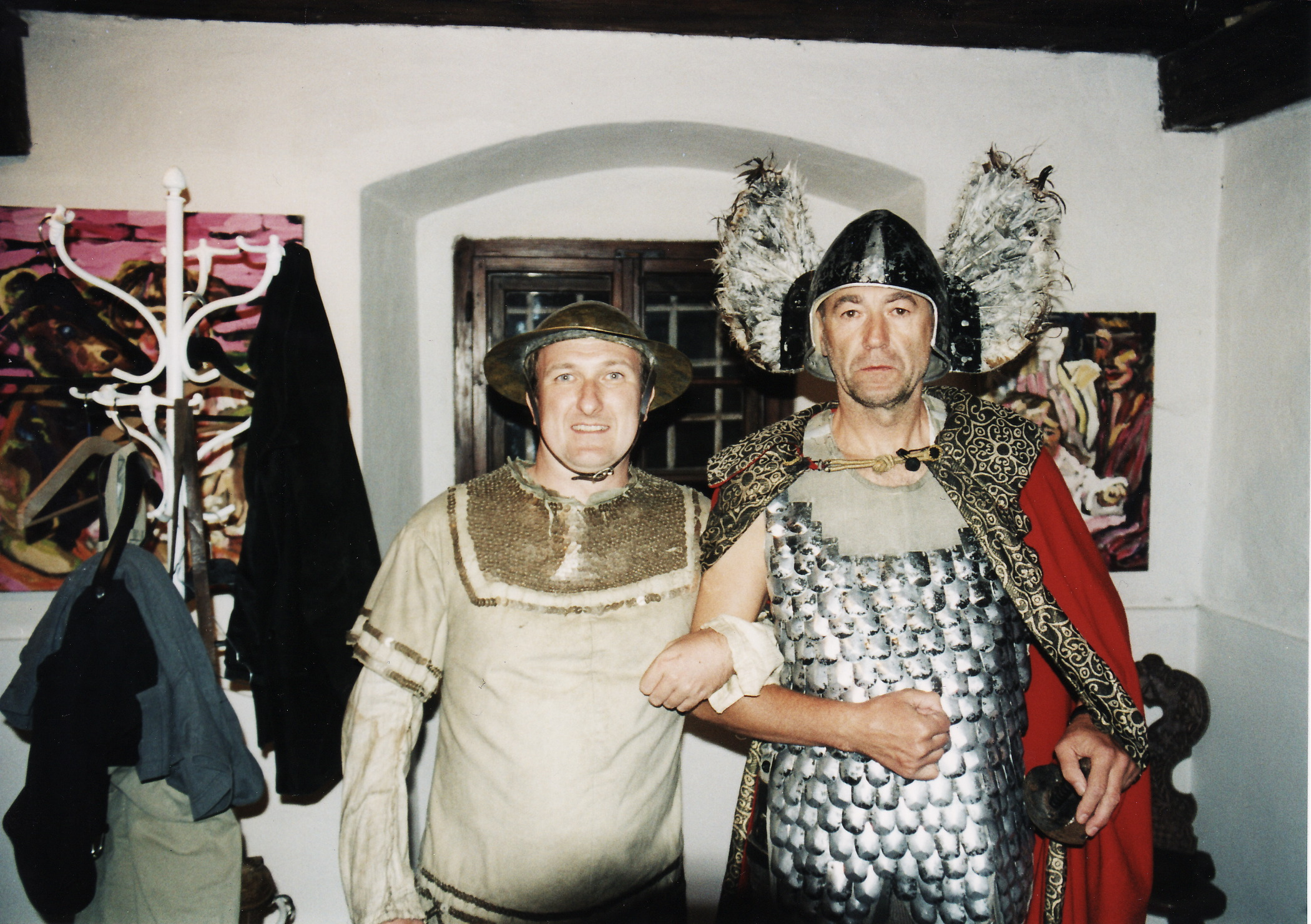
2001-ben mint Don Quichote

2001-ben Manuel de Falla El retablo de Maese Pedro (Pedro mester bábszínháza) operája énekelt.
2006 és 2012 között újra volt egy most Trost und Rat von und mit Willi Resetarits című vasárnapi rádióműsora a Radio Wien csatornán.
2015-ben a Bécsi Zene- és Előadóművészeti Egyetemnek az Egyetemi Tanácsa (Universitätsrat) tagja lett.

## Önéletrajzi könyve
- Ich lebe gerne, denn sonst wäre ich tot. Christian Seiler Verlag, Fahndorf, 2018, ISBN 978-3-9502868-7-8[9]

## Fordítás
- Ez a szócikk részben vagy egészben a Willi Resetarits című német Wikipédia-szócikk fordításán alapul.  Az eredeti cikk szerkesztőit annak laptörténete sorolja fel. Ez a jelzés csupán a megfogalmazás eredetét és a szerzői jogokat jelzi, nem szolgál a cikkben szereplő információk forrásmegjelöléseként.